# Östergarns socken

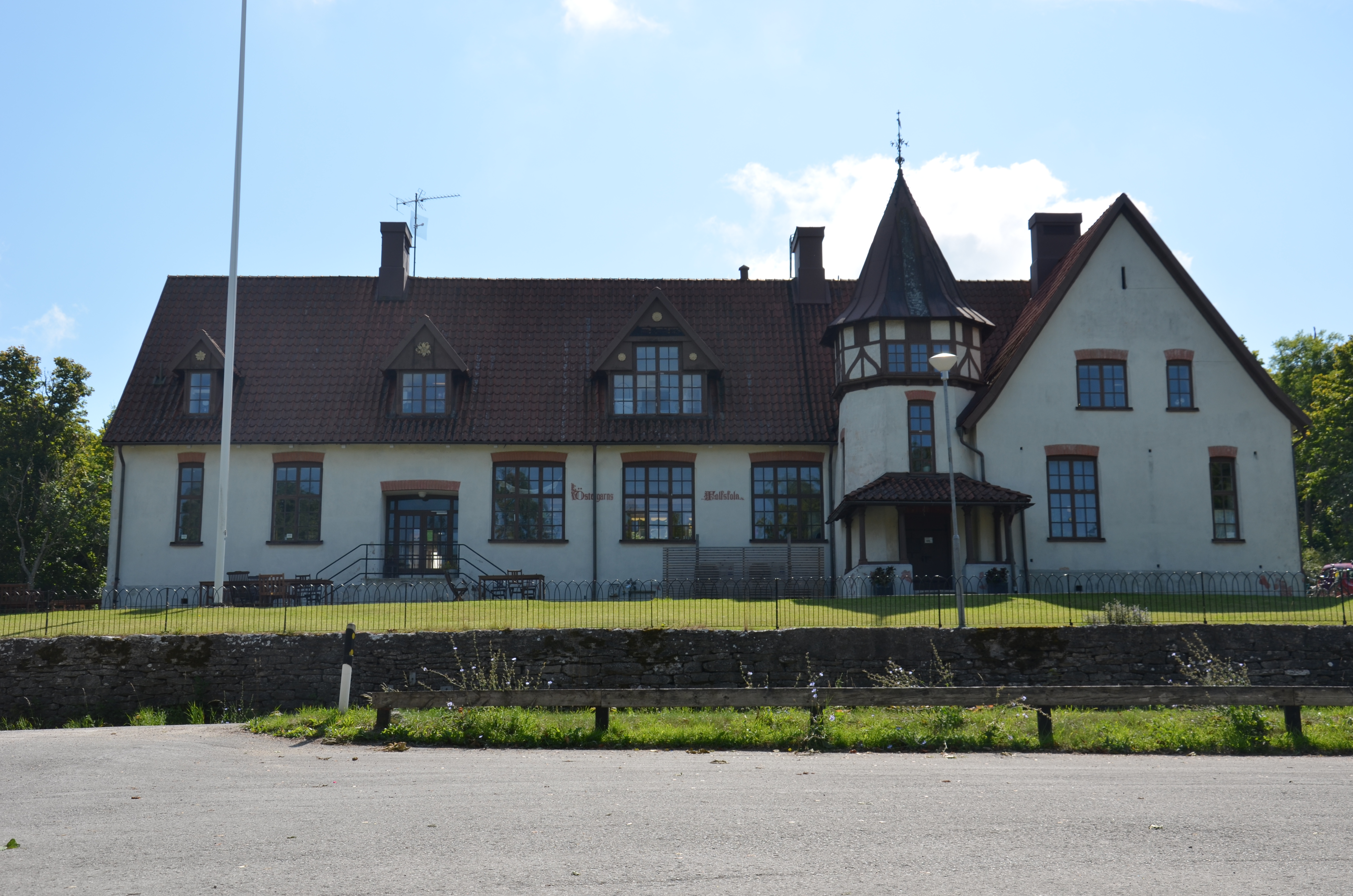
Före detta Östergarns skola, vid Östergarns kyrka

Östergarns socken ingick i Gotlands norra härad, ingår sedan 1971 i Gotlands kommun och motsvarar från 2016 Östergarns distrikt. 
Socknens areal är 28,29 kvadratkilometer, varav 28,28 land. År 2020 fanns här 313 invånare. Småorten Katthammarsvik, herrgården Katthamra och sockenkyrkan Östergarns kyrka ligger i socknen.

## Namnet
Namnet (1300-talet Nüagarn) kommer från Garn som avsåg det område som utgörs av denna socken och Gammelgarns socken. Ordet garn, 'tarm' är här använt i överförd betydelse om smala uddar, vikar eller öar, som då kan avsett en landtunga mellan Storemyr och en forntida vik i norr eller till en annan vik i myren. Östergarn avsåg tidigast ett fiskeläge, men övertogs tidigt för hela socknen.

## Historia
Östergarns socken har medeltida ursprung. Socknen tillhörde Kräklinge ting som i sin tur ingick i Kräklinge setting i Medeltredingen.
Vid kommunreformen 1862 övergick socknens ansvar för de kyrkliga frågorna till Östergarns församling och för de borgerliga frågorna bildades Östergarns landskommun. Landskommunen inkorporerades 1952 i Romaklosters landskommun och ingår sedan 1971 i Gotlands kommun. Församlingen utökades 2007.
1 januari 2016 inrättades distriktet Östergarn, med samma omfattning som församlingen hade 1999/2000.  
Socknen har tillhört samma fögderier och domsagor som Gotlands norra härad. De indelta båtsmännen tillhörde Gotlands första båtsmanskompani.
I juli 1915 gick den tyska minkryssaren Albatross på grund i Östergarn efter skadats svårt i strid med ryska örlogsfartyg. 26 av de stupade tyska sjömännen begravdes samma kväll striden utkämpades i en massgrav strax öster om Östergarns kyrka.

## Gårdar
Bengts, Djupvike, Fakle, Falhammars, Filippuse, Ganne, Grogarns, Gutenviks, Hallgårds, Hallvide, Hamre Lilla, Hamre Stora, Hässle, Katthamre, Kaupungs, Prästgården, Rodarve, Sande, Sigdes, Skags, Tomase, Vassmunds,  Vike.

## Geografi

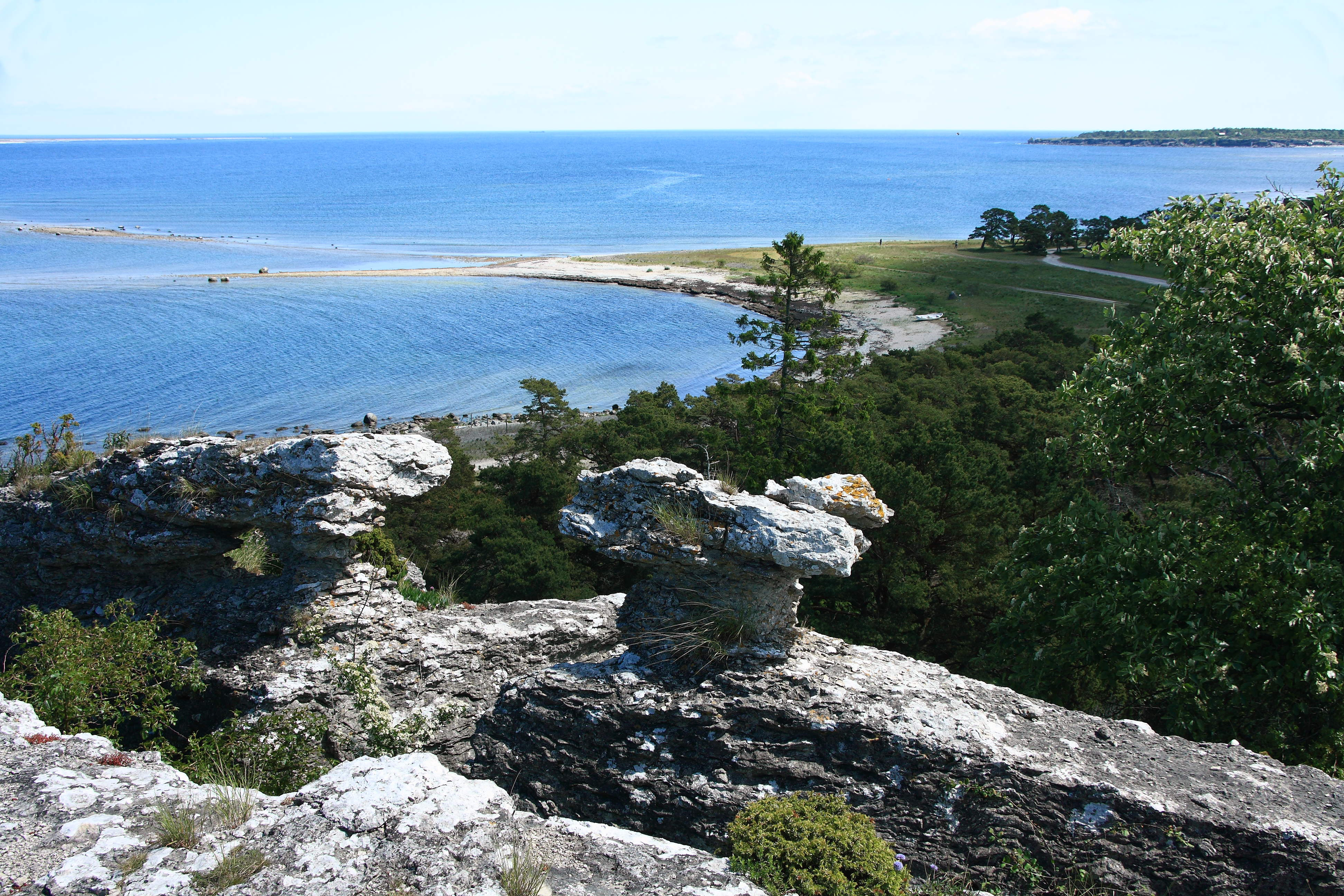
Grogarnsberget.

Östergarns socken ligger på östra Gotland på yttre delen av den halvö där Gammelgarns socken ligger vid basen. Socknen består av odlings- och alvarsmarker och låga klinter. Naturreservatet Grogarnsberget och ön Östergarnsholm ligger i socknen. 

## Fornlämningar
Sliprännestenar finns i socknen. Från bronsåldern finns några gravrösen, från järnåldern finns fyra små gravfält, stensträngar och två fornborgar, varav en på Östergarnsholm och den andre på Grogarnsberget.

## Befolkningsutveckling
| Befolkningsutvecklingen i Östergarns socken 1750–2020 | Befolkningsutvecklingen i Östergarns socken 1750–2020 | Befolkningsutvecklingen i Östergarns socken 1750–2020 | Befolkningsutvecklingen i Östergarns socken 1750–2020 | Befolkningsutvecklingen i Östergarns socken 1750–2020 |
| --- | ----------------------------------------------------- | ----------------------------------------------------- | ----------------------------------------------------- | ----------------------------------------------------- |
| |                                                       |                                                       |                                                       |                                                       |
| År |                                                       |                                                       | Folkmängd                                             |                                                       |
| 1750 | 1750                                                  |                                                       | 261                                                   |                                                       |
| 1760 | 1760                                                  |                                                       | 276                                                   |                                                       |
| 1769 | 1769                                                  |                                                       | 276                                                   |                                                       |
| 1780 | 1780                                                  |                                                       | 259                                                   |                                                       |
| 1790 | 1790                                                  |                                                       | 276                                                   |                                                       |
| 1810 | 1810                                                  |                                                       | 413                                                   |                                                       |
| 1820 | 1820                                                  |                                                       | 425                                                   |                                                       |
| 1830 | 1830                                                  |                                                       | 496                                                   |                                                       |
| 1840 | 1840                                                  |                                                       | 581                                                   |                                                       |
| 1850 | 1850                                                  |                                                       | 633                                                   |                                                       |
| 1860 | 1860                                                  |                                                       | 699                                                   |                                                       |
| 1870 | 1870                                                  |                                                       | 730                                                   |                                                       |
| 1880 | 1880                                                  |                                                       | 741                                                   |                                                       |
| 1890 | 1890                                                  |                                                       | 682                                                   |                                                       |
| 1900 | 1900                                                  |                                                       | 628                                                   |                                                       |
| 1910 | 1910                                                  |                                                       | 606                                                   |                                                       |
| 1920 | 1920                                                  |                                                       | 615                                                   |                                                       |
| 1930 | 1930                                                  |                                                       | 613                                                   |                                                       |
| 1940 | 1940                                                  |                                                       | 557                                                   |                                                       |
| 1950 | 1950                                                  |                                                       | 556                                                   |                                                       |
| 1960 | 1960                                                  |                                                       | 492                                                   |                                                       |
| 1970 | 1970                                                  |                                                       | 426                                                   |                                                       |
| 1980 | 1980                                                  |                                                       | 409                                                   |                                                       |
| 1990 | 1990                                                  |                                                       | 406                                                   |                                                       |
| 2000 | 2000                                                  |                                                       | 399                                                   |                                                       |
| 2010 | 2010                                                  |                                                       | 348                                                   |                                                       |
| 2020 | 2020                                                  |                                                       | 313                                                   |                                                       |
| Anm: Källor: Umeå universitet - Tabellverket 1749-1859, Demografiska databasen, CEDAR, Umeå universitet, Befolkningsutvecklingen i Gotlands socknar 2000 - 2010, Folkmängden per distrikt, landskap, landsdel eller riket efter kön. År 2015 - 2022. |                                                       |                                                       |                                                       |                                                       |